# Veniamín Sozin
Veniamín Innokéntievitx Sozin (en rus: Вениамин Иннокентьевич Созин); (1896 – Leningrad, 1956), fou un mestre, escriptor, i teòric d'escacs rus, que jugà sota bandera soviètica.
|  |

## Contribució a la teoria dels escacs
Va defensar i promocionar l'anomenat Atac Sozin (6.Ac4) contra la variant Najdorf de la defensa siciliana cap a 1930, i que va esdevenir popular la dècada de 1950, essent sovint usat per Bobby Fischer, qui en va refinar i desenvolupar la teoria fins al punt que la variant va passar a ser coneguda com a Atac Fischer-Sozin.
El 1925, Sozin introduí la variant Sozin (11...Cxe5 per les negres) contra la variant Merano de la defensa semieslava (ECO D49) del gambit de dama declinat, que des de llavors ha esdevingut una jugada estàndard.
|   | a | b | c | d | e | f | g | h |   |
| 8 | a8 negres torre · c8 negres alfil · d8 negres dama · e8 negres rei · f8 negres alfil · h8 negres torre · f7 negres peó · g7 negres peó · h7 negres peó · a6 negres peó · e6 negres peó · f6 negres cavall · b5 blanques cavall · e5 negres cavall · d4 negres peó · d3 blanques alfil · f3 blanques cavall · a2 blanques peó · b2 blanques peó · f2 blanques peó · g2 blanques peó · h2 blanques peó · a1 blanques torre · c1 blanques alfil · d1 blanques dama · e1 blanques rei · h1 blanques torre | a8 negres torre · c8 negres alfil · d8 negres dama · e8 negres rei · f8 negres alfil · h8 negres torre · f7 negres peó · g7 negres peó · h7 negres peó · a6 negres peó · e6 negres peó · f6 negres cavall · b5 blanques cavall · e5 negres cavall · d4 negres peó · d3 blanques alfil · f3 blanques cavall · a2 blanques peó · b2 blanques peó · f2 blanques peó · g2 blanques peó · h2 blanques peó · a1 blanques torre · c1 blanques alfil · d1 blanques dama · e1 blanques rei · h1 blanques torre | a8 negres torre · c8 negres alfil · d8 negres dama · e8 negres rei · f8 negres alfil · h8 negres torre · f7 negres peó · g7 negres peó · h7 negres peó · a6 negres peó · e6 negres peó · f6 negres cavall · b5 blanques cavall · e5 negres cavall · d4 negres peó · d3 blanques alfil · f3 blanques cavall · a2 blanques peó · b2 blanques peó · f2 blanques peó · g2 blanques peó · h2 blanques peó · a1 blanques torre · c1 blanques alfil · d1 blanques dama · e1 blanques rei · h1 blanques torre | a8 negres torre · c8 negres alfil · d8 negres dama · e8 negres rei · f8 negres alfil · h8 negres torre · f7 negres peó · g7 negres peó · h7 negres peó · a6 negres peó · e6 negres peó · f6 negres cavall · b5 blanques cavall · e5 negres cavall · d4 negres peó · d3 blanques alfil · f3 blanques cavall · a2 blanques peó · b2 blanques peó · f2 blanques peó · g2 blanques peó · h2 blanques peó · a1 blanques torre · c1 blanques alfil · d1 blanques dama · e1 blanques rei · h1 blanques torre | a8 negres torre · c8 negres alfil · d8 negres dama · e8 negres rei · f8 negres alfil · h8 negres torre · f7 negres peó · g7 negres peó · h7 negres peó · a6 negres peó · e6 negres peó · f6 negres cavall · b5 blanques cavall · e5 negres cavall · d4 negres peó · d3 blanques alfil · f3 blanques cavall · a2 blanques peó · b2 blanques peó · f2 blanques peó · g2 blanques peó · h2 blanques peó · a1 blanques torre · c1 blanques alfil · d1 blanques dama · e1 blanques rei · h1 blanques torre | a8 negres torre · c8 negres alfil · d8 negres dama · e8 negres rei · f8 negres alfil · h8 negres torre · f7 negres peó · g7 negres peó · h7 negres peó · a6 negres peó · e6 negres peó · f6 negres cavall · b5 blanques cavall · e5 negres cavall · d4 negres peó · d3 blanques alfil · f3 blanques cavall · a2 blanques peó · b2 blanques peó · f2 blanques peó · g2 blanques peó · h2 blanques peó · a1 blanques torre · c1 blanques alfil · d1 blanques dama · e1 blanques rei · h1 blanques torre | a8 negres torre · c8 negres alfil · d8 negres dama · e8 negres rei · f8 negres alfil · h8 negres torre · f7 negres peó · g7 negres peó · h7 negres peó · a6 negres peó · e6 negres peó · f6 negres cavall · b5 blanques cavall · e5 negres cavall · d4 negres peó · d3 blanques alfil · f3 blanques cavall · a2 blanques peó · b2 blanques peó · f2 blanques peó · g2 blanques peó · h2 blanques peó · a1 blanques torre · c1 blanques alfil · d1 blanques dama · e1 blanques rei · h1 blanques torre | a8 negres torre · c8 negres alfil · d8 negres dama · e8 negres rei · f8 negres alfil · h8 negres torre · f7 negres peó · g7 negres peó · h7 negres peó · a6 negres peó · e6 negres peó · f6 negres cavall · b5 blanques cavall · e5 negres cavall · d4 negres peó · d3 blanques alfil · f3 blanques cavall · a2 blanques peó · b2 blanques peó · f2 blanques peó · g2 blanques peó · h2 blanques peó · a1 blanques torre · c1 blanques alfil · d1 blanques dama · e1 blanques rei · h1 blanques torre | 8 |
| 7 | a8 negres torre · c8 negres alfil · d8 negres dama · e8 negres rei · f8 negres alfil · h8 negres torre · f7 negres peó · g7 negres peó · h7 negres peó · a6 negres peó · e6 negres peó · f6 negres cavall · b5 blanques cavall · e5 negres cavall · d4 negres peó · d3 blanques alfil · f3 blanques cavall · a2 blanques peó · b2 blanques peó · f2 blanques peó · g2 blanques peó · h2 blanques peó · a1 blanques torre · c1 blanques alfil · d1 blanques dama · e1 blanques rei · h1 blanques torre | a8 negres torre · c8 negres alfil · d8 negres dama · e8 negres rei · f8 negres alfil · h8 negres torre · f7 negres peó · g7 negres peó · h7 negres peó · a6 negres peó · e6 negres peó · f6 negres cavall · b5 blanques cavall · e5 negres cavall · d4 negres peó · d3 blanques alfil · f3 blanques cavall · a2 blanques peó · b2 blanques peó · f2 blanques peó · g2 blanques peó · h2 blanques peó · a1 blanques torre · c1 blanques alfil · d1 blanques dama · e1 blanques rei · h1 blanques torre | a8 negres torre · c8 negres alfil · d8 negres dama · e8 negres rei · f8 negres alfil · h8 negres torre · f7 negres peó · g7 negres peó · h7 negres peó · a6 negres peó · e6 negres peó · f6 negres cavall · b5 blanques cavall · e5 negres cavall · d4 negres peó · d3 blanques alfil · f3 blanques cavall · a2 blanques peó · b2 blanques peó · f2 blanques peó · g2 blanques peó · h2 blanques peó · a1 blanques torre · c1 blanques alfil · d1 blanques dama · e1 blanques rei · h1 blanques torre | a8 negres torre · c8 negres alfil · d8 negres dama · e8 negres rei · f8 negres alfil · h8 negres torre · f7 negres peó · g7 negres peó · h7 negres peó · a6 negres peó · e6 negres peó · f6 negres cavall · b5 blanques cavall · e5 negres cavall · d4 negres peó · d3 blanques alfil · f3 blanques cavall · a2 blanques peó · b2 blanques peó · f2 blanques peó · g2 blanques peó · h2 blanques peó · a1 blanques torre · c1 blanques alfil · d1 blanques dama · e1 blanques rei · h1 blanques torre | a8 negres torre · c8 negres alfil · d8 negres dama · e8 negres rei · f8 negres alfil · h8 negres torre · f7 negres peó · g7 negres peó · h7 negres peó · a6 negres peó · e6 negres peó · f6 negres cavall · b5 blanques cavall · e5 negres cavall · d4 negres peó · d3 blanques alfil · f3 blanques cavall · a2 blanques peó · b2 blanques peó · f2 blanques peó · g2 blanques peó · h2 blanques peó · a1 blanques torre · c1 blanques alfil · d1 blanques dama · e1 blanques rei · h1 blanques torre | a8 negres torre · c8 negres alfil · d8 negres dama · e8 negres rei · f8 negres alfil · h8 negres torre · f7 negres peó · g7 negres peó · h7 negres peó · a6 negres peó · e6 negres peó · f6 negres cavall · b5 blanques cavall · e5 negres cavall · d4 negres peó · d3 blanques alfil · f3 blanques cavall · a2 blanques peó · b2 blanques peó · f2 blanques peó · g2 blanques peó · h2 blanques peó · a1 blanques torre · c1 blanques alfil · d1 blanques dama · e1 blanques rei · h1 blanques torre | a8 negres torre · c8 negres alfil · d8 negres dama · e8 negres rei · f8 negres alfil · h8 negres torre · f7 negres peó · g7 negres peó · h7 negres peó · a6 negres peó · e6 negres peó · f6 negres cavall · b5 blanques cavall · e5 negres cavall · d4 negres peó · d3 blanques alfil · f3 blanques cavall · a2 blanques peó · b2 blanques peó · f2 blanques peó · g2 blanques peó · h2 blanques peó · a1 blanques torre · c1 blanques alfil · d1 blanques dama · e1 blanques rei · h1 blanques torre | a8 negres torre · c8 negres alfil · d8 negres dama · e8 negres rei · f8 negres alfil · h8 negres torre · f7 negres peó · g7 negres peó · h7 negres peó · a6 negres peó · e6 negres peó · f6 negres cavall · b5 blanques cavall · e5 negres cavall · d4 negres peó · d3 blanques alfil · f3 blanques cavall · a2 blanques peó · b2 blanques peó · f2 blanques peó · g2 blanques peó · h2 blanques peó · a1 blanques torre · c1 blanques alfil · d1 blanques dama · e1 blanques rei · h1 blanques torre | 7 |
| 6 | a8 negres torre · c8 negres alfil · d8 negres dama · e8 negres rei · f8 negres alfil · h8 negres torre · f7 negres peó · g7 negres peó · h7 negres peó · a6 negres peó · e6 negres peó · f6 negres cavall · b5 blanques cavall · e5 negres cavall · d4 negres peó · d3 blanques alfil · f3 blanques cavall · a2 blanques peó · b2 blanques peó · f2 blanques peó · g2 blanques peó · h2 blanques peó · a1 blanques torre · c1 blanques alfil · d1 blanques dama · e1 blanques rei · h1 blanques torre | a8 negres torre · c8 negres alfil · d8 negres dama · e8 negres rei · f8 negres alfil · h8 negres torre · f7 negres peó · g7 negres peó · h7 negres peó · a6 negres peó · e6 negres peó · f6 negres cavall · b5 blanques cavall · e5 negres cavall · d4 negres peó · d3 blanques alfil · f3 blanques cavall · a2 blanques peó · b2 blanques peó · f2 blanques peó · g2 blanques peó · h2 blanques peó · a1 blanques torre · c1 blanques alfil · d1 blanques dama · e1 blanques rei · h1 blanques torre | a8 negres torre · c8 negres alfil · d8 negres dama · e8 negres rei · f8 negres alfil · h8 negres torre · f7 negres peó · g7 negres peó · h7 negres peó · a6 negres peó · e6 negres peó · f6 negres cavall · b5 blanques cavall · e5 negres cavall · d4 negres peó · d3 blanques alfil · f3 blanques cavall · a2 blanques peó · b2 blanques peó · f2 blanques peó · g2 blanques peó · h2 blanques peó · a1 blanques torre · c1 blanques alfil · d1 blanques dama · e1 blanques rei · h1 blanques torre | a8 negres torre · c8 negres alfil · d8 negres dama · e8 negres rei · f8 negres alfil · h8 negres torre · f7 negres peó · g7 negres peó · h7 negres peó · a6 negres peó · e6 negres peó · f6 negres cavall · b5 blanques cavall · e5 negres cavall · d4 negres peó · d3 blanques alfil · f3 blanques cavall · a2 blanques peó · b2 blanques peó · f2 blanques peó · g2 blanques peó · h2 blanques peó · a1 blanques torre · c1 blanques alfil · d1 blanques dama · e1 blanques rei · h1 blanques torre | a8 negres torre · c8 negres alfil · d8 negres dama · e8 negres rei · f8 negres alfil · h8 negres torre · f7 negres peó · g7 negres peó · h7 negres peó · a6 negres peó · e6 negres peó · f6 negres cavall · b5 blanques cavall · e5 negres cavall · d4 negres peó · d3 blanques alfil · f3 blanques cavall · a2 blanques peó · b2 blanques peó · f2 blanques peó · g2 blanques peó · h2 blanques peó · a1 blanques torre · c1 blanques alfil · d1 blanques dama · e1 blanques rei · h1 blanques torre | a8 negres torre · c8 negres alfil · d8 negres dama · e8 negres rei · f8 negres alfil · h8 negres torre · f7 negres peó · g7 negres peó · h7 negres peó · a6 negres peó · e6 negres peó · f6 negres cavall · b5 blanques cavall · e5 negres cavall · d4 negres peó · d3 blanques alfil · f3 blanques cavall · a2 blanques peó · b2 blanques peó · f2 blanques peó · g2 blanques peó · h2 blanques peó · a1 blanques torre · c1 blanques alfil · d1 blanques dama · e1 blanques rei · h1 blanques torre | a8 negres torre · c8 negres alfil · d8 negres dama · e8 negres rei · f8 negres alfil · h8 negres torre · f7 negres peó · g7 negres peó · h7 negres peó · a6 negres peó · e6 negres peó · f6 negres cavall · b5 blanques cavall · e5 negres cavall · d4 negres peó · d3 blanques alfil · f3 blanques cavall · a2 blanques peó · b2 blanques peó · f2 blanques peó · g2 blanques peó · h2 blanques peó · a1 blanques torre · c1 blanques alfil · d1 blanques dama · e1 blanques rei · h1 blanques torre | a8 negres torre · c8 negres alfil · d8 negres dama · e8 negres rei · f8 negres alfil · h8 negres torre · f7 negres peó · g7 negres peó · h7 negres peó · a6 negres peó · e6 negres peó · f6 negres cavall · b5 blanques cavall · e5 negres cavall · d4 negres peó · d3 blanques alfil · f3 blanques cavall · a2 blanques peó · b2 blanques peó · f2 blanques peó · g2 blanques peó · h2 blanques peó · a1 blanques torre · c1 blanques alfil · d1 blanques dama · e1 blanques rei · h1 blanques torre | 6 |
| 5 | a8 negres torre · c8 negres alfil · d8 negres dama · e8 negres rei · f8 negres alfil · h8 negres torre · f7 negres peó · g7 negres peó · h7 negres peó · a6 negres peó · e6 negres peó · f6 negres cavall · b5 blanques cavall · e5 negres cavall · d4 negres peó · d3 blanques alfil · f3 blanques cavall · a2 blanques peó · b2 blanques peó · f2 blanques peó · g2 blanques peó · h2 blanques peó · a1 blanques torre · c1 blanques alfil · d1 blanques dama · e1 blanques rei · h1 blanques torre | a8 negres torre · c8 negres alfil · d8 negres dama · e8 negres rei · f8 negres alfil · h8 negres torre · f7 negres peó · g7 negres peó · h7 negres peó · a6 negres peó · e6 negres peó · f6 negres cavall · b5 blanques cavall · e5 negres cavall · d4 negres peó · d3 blanques alfil · f3 blanques cavall · a2 blanques peó · b2 blanques peó · f2 blanques peó · g2 blanques peó · h2 blanques peó · a1 blanques torre · c1 blanques alfil · d1 blanques dama · e1 blanques rei · h1 blanques torre | a8 negres torre · c8 negres alfil · d8 negres dama · e8 negres rei · f8 negres alfil · h8 negres torre · f7 negres peó · g7 negres peó · h7 negres peó · a6 negres peó · e6 negres peó · f6 negres cavall · b5 blanques cavall · e5 negres cavall · d4 negres peó · d3 blanques alfil · f3 blanques cavall · a2 blanques peó · b2 blanques peó · f2 blanques peó · g2 blanques peó · h2 blanques peó · a1 blanques torre · c1 blanques alfil · d1 blanques dama · e1 blanques rei · h1 blanques torre | a8 negres torre · c8 negres alfil · d8 negres dama · e8 negres rei · f8 negres alfil · h8 negres torre · f7 negres peó · g7 negres peó · h7 negres peó · a6 negres peó · e6 negres peó · f6 negres cavall · b5 blanques cavall · e5 negres cavall · d4 negres peó · d3 blanques alfil · f3 blanques cavall · a2 blanques peó · b2 blanques peó · f2 blanques peó · g2 blanques peó · h2 blanques peó · a1 blanques torre · c1 blanques alfil · d1 blanques dama · e1 blanques rei · h1 blanques torre | a8 negres torre · c8 negres alfil · d8 negres dama · e8 negres rei · f8 negres alfil · h8 negres torre · f7 negres peó · g7 negres peó · h7 negres peó · a6 negres peó · e6 negres peó · f6 negres cavall · b5 blanques cavall · e5 negres cavall · d4 negres peó · d3 blanques alfil · f3 blanques cavall · a2 blanques peó · b2 blanques peó · f2 blanques peó · g2 blanques peó · h2 blanques peó · a1 blanques torre · c1 blanques alfil · d1 blanques dama · e1 blanques rei · h1 blanques torre | a8 negres torre · c8 negres alfil · d8 negres dama · e8 negres rei · f8 negres alfil · h8 negres torre · f7 negres peó · g7 negres peó · h7 negres peó · a6 negres peó · e6 negres peó · f6 negres cavall · b5 blanques cavall · e5 negres cavall · d4 negres peó · d3 blanques alfil · f3 blanques cavall · a2 blanques peó · b2 blanques peó · f2 blanques peó · g2 blanques peó · h2 blanques peó · a1 blanques torre · c1 blanques alfil · d1 blanques dama · e1 blanques rei · h1 blanques torre | a8 negres torre · c8 negres alfil · d8 negres dama · e8 negres rei · f8 negres alfil · h8 negres torre · f7 negres peó · g7 negres peó · h7 negres peó · a6 negres peó · e6 negres peó · f6 negres cavall · b5 blanques cavall · e5 negres cavall · d4 negres peó · d3 blanques alfil · f3 blanques cavall · a2 blanques peó · b2 blanques peó · f2 blanques peó · g2 blanques peó · h2 blanques peó · a1 blanques torre · c1 blanques alfil · d1 blanques dama · e1 blanques rei · h1 blanques torre | a8 negres torre · c8 negres alfil · d8 negres dama · e8 negres rei · f8 negres alfil · h8 negres torre · f7 negres peó · g7 negres peó · h7 negres peó · a6 negres peó · e6 negres peó · f6 negres cavall · b5 blanques cavall · e5 negres cavall · d4 negres peó · d3 blanques alfil · f3 blanques cavall · a2 blanques peó · b2 blanques peó · f2 blanques peó · g2 blanques peó · h2 blanques peó · a1 blanques torre · c1 blanques alfil · d1 blanques dama · e1 blanques rei · h1 blanques torre | 5 |
| 4 | a8 negres torre · c8 negres alfil · d8 negres dama · e8 negres rei · f8 negres alfil · h8 negres torre · f7 negres peó · g7 negres peó · h7 negres peó · a6 negres peó · e6 negres peó · f6 negres cavall · b5 blanques cavall · e5 negres cavall · d4 negres peó · d3 blanques alfil · f3 blanques cavall · a2 blanques peó · b2 blanques peó · f2 blanques peó · g2 blanques peó · h2 blanques peó · a1 blanques torre · c1 blanques alfil · d1 blanques dama · e1 blanques rei · h1 blanques torre | a8 negres torre · c8 negres alfil · d8 negres dama · e8 negres rei · f8 negres alfil · h8 negres torre · f7 negres peó · g7 negres peó · h7 negres peó · a6 negres peó · e6 negres peó · f6 negres cavall · b5 blanques cavall · e5 negres cavall · d4 negres peó · d3 blanques alfil · f3 blanques cavall · a2 blanques peó · b2 blanques peó · f2 blanques peó · g2 blanques peó · h2 blanques peó · a1 blanques torre · c1 blanques alfil · d1 blanques dama · e1 blanques rei · h1 blanques torre | a8 negres torre · c8 negres alfil · d8 negres dama · e8 negres rei · f8 negres alfil · h8 negres torre · f7 negres peó · g7 negres peó · h7 negres peó · a6 negres peó · e6 negres peó · f6 negres cavall · b5 blanques cavall · e5 negres cavall · d4 negres peó · d3 blanques alfil · f3 blanques cavall · a2 blanques peó · b2 blanques peó · f2 blanques peó · g2 blanques peó · h2 blanques peó · a1 blanques torre · c1 blanques alfil · d1 blanques dama · e1 blanques rei · h1 blanques torre | a8 negres torre · c8 negres alfil · d8 negres dama · e8 negres rei · f8 negres alfil · h8 negres torre · f7 negres peó · g7 negres peó · h7 negres peó · a6 negres peó · e6 negres peó · f6 negres cavall · b5 blanques cavall · e5 negres cavall · d4 negres peó · d3 blanques alfil · f3 blanques cavall · a2 blanques peó · b2 blanques peó · f2 blanques peó · g2 blanques peó · h2 blanques peó · a1 blanques torre · c1 blanques alfil · d1 blanques dama · e1 blanques rei · h1 blanques torre | a8 negres torre · c8 negres alfil · d8 negres dama · e8 negres rei · f8 negres alfil · h8 negres torre · f7 negres peó · g7 negres peó · h7 negres peó · a6 negres peó · e6 negres peó · f6 negres cavall · b5 blanques cavall · e5 negres cavall · d4 negres peó · d3 blanques alfil · f3 blanques cavall · a2 blanques peó · b2 blanques peó · f2 blanques peó · g2 blanques peó · h2 blanques peó · a1 blanques torre · c1 blanques alfil · d1 blanques dama · e1 blanques rei · h1 blanques torre | a8 negres torre · c8 negres alfil · d8 negres dama · e8 negres rei · f8 negres alfil · h8 negres torre · f7 negres peó · g7 negres peó · h7 negres peó · a6 negres peó · e6 negres peó · f6 negres cavall · b5 blanques cavall · e5 negres cavall · d4 negres peó · d3 blanques alfil · f3 blanques cavall · a2 blanques peó · b2 blanques peó · f2 blanques peó · g2 blanques peó · h2 blanques peó · a1 blanques torre · c1 blanques alfil · d1 blanques dama · e1 blanques rei · h1 blanques torre | a8 negres torre · c8 negres alfil · d8 negres dama · e8 negres rei · f8 negres alfil · h8 negres torre · f7 negres peó · g7 negres peó · h7 negres peó · a6 negres peó · e6 negres peó · f6 negres cavall · b5 blanques cavall · e5 negres cavall · d4 negres peó · d3 blanques alfil · f3 blanques cavall · a2 blanques peó · b2 blanques peó · f2 blanques peó · g2 blanques peó · h2 blanques peó · a1 blanques torre · c1 blanques alfil · d1 blanques dama · e1 blanques rei · h1 blanques torre | a8 negres torre · c8 negres alfil · d8 negres dama · e8 negres rei · f8 negres alfil · h8 negres torre · f7 negres peó · g7 negres peó · h7 negres peó · a6 negres peó · e6 negres peó · f6 negres cavall · b5 blanques cavall · e5 negres cavall · d4 negres peó · d3 blanques alfil · f3 blanques cavall · a2 blanques peó · b2 blanques peó · f2 blanques peó · g2 blanques peó · h2 blanques peó · a1 blanques torre · c1 blanques alfil · d1 blanques dama · e1 blanques rei · h1 blanques torre | 4 |
| 3 | a8 negres torre · c8 negres alfil · d8 negres dama · e8 negres rei · f8 negres alfil · h8 negres torre · f7 negres peó · g7 negres peó · h7 negres peó · a6 negres peó · e6 negres peó · f6 negres cavall · b5 blanques cavall · e5 negres cavall · d4 negres peó · d3 blanques alfil · f3 blanques cavall · a2 blanques peó · b2 blanques peó · f2 blanques peó · g2 blanques peó · h2 blanques peó · a1 blanques torre · c1 blanques alfil · d1 blanques dama · e1 blanques rei · h1 blanques torre | a8 negres torre · c8 negres alfil · d8 negres dama · e8 negres rei · f8 negres alfil · h8 negres torre · f7 negres peó · g7 negres peó · h7 negres peó · a6 negres peó · e6 negres peó · f6 negres cavall · b5 blanques cavall · e5 negres cavall · d4 negres peó · d3 blanques alfil · f3 blanques cavall · a2 blanques peó · b2 blanques peó · f2 blanques peó · g2 blanques peó · h2 blanques peó · a1 blanques torre · c1 blanques alfil · d1 blanques dama · e1 blanques rei · h1 blanques torre | a8 negres torre · c8 negres alfil · d8 negres dama · e8 negres rei · f8 negres alfil · h8 negres torre · f7 negres peó · g7 negres peó · h7 negres peó · a6 negres peó · e6 negres peó · f6 negres cavall · b5 blanques cavall · e5 negres cavall · d4 negres peó · d3 blanques alfil · f3 blanques cavall · a2 blanques peó · b2 blanques peó · f2 blanques peó · g2 blanques peó · h2 blanques peó · a1 blanques torre · c1 blanques alfil · d1 blanques dama · e1 blanques rei · h1 blanques torre | a8 negres torre · c8 negres alfil · d8 negres dama · e8 negres rei · f8 negres alfil · h8 negres torre · f7 negres peó · g7 negres peó · h7 negres peó · a6 negres peó · e6 negres peó · f6 negres cavall · b5 blanques cavall · e5 negres cavall · d4 negres peó · d3 blanques alfil · f3 blanques cavall · a2 blanques peó · b2 blanques peó · f2 blanques peó · g2 blanques peó · h2 blanques peó · a1 blanques torre · c1 blanques alfil · d1 blanques dama · e1 blanques rei · h1 blanques torre | a8 negres torre · c8 negres alfil · d8 negres dama · e8 negres rei · f8 negres alfil · h8 negres torre · f7 negres peó · g7 negres peó · h7 negres peó · a6 negres peó · e6 negres peó · f6 negres cavall · b5 blanques cavall · e5 negres cavall · d4 negres peó · d3 blanques alfil · f3 blanques cavall · a2 blanques peó · b2 blanques peó · f2 blanques peó · g2 blanques peó · h2 blanques peó · a1 blanques torre · c1 blanques alfil · d1 blanques dama · e1 blanques rei · h1 blanques torre | a8 negres torre · c8 negres alfil · d8 negres dama · e8 negres rei · f8 negres alfil · h8 negres torre · f7 negres peó · g7 negres peó · h7 negres peó · a6 negres peó · e6 negres peó · f6 negres cavall · b5 blanques cavall · e5 negres cavall · d4 negres peó · d3 blanques alfil · f3 blanques cavall · a2 blanques peó · b2 blanques peó · f2 blanques peó · g2 blanques peó · h2 blanques peó · a1 blanques torre · c1 blanques alfil · d1 blanques dama · e1 blanques rei · h1 blanques torre | a8 negres torre · c8 negres alfil · d8 negres dama · e8 negres rei · f8 negres alfil · h8 negres torre · f7 negres peó · g7 negres peó · h7 negres peó · a6 negres peó · e6 negres peó · f6 negres cavall · b5 blanques cavall · e5 negres cavall · d4 negres peó · d3 blanques alfil · f3 blanques cavall · a2 blanques peó · b2 blanques peó · f2 blanques peó · g2 blanques peó · h2 blanques peó · a1 blanques torre · c1 blanques alfil · d1 blanques dama · e1 blanques rei · h1 blanques torre | a8 negres torre · c8 negres alfil · d8 negres dama · e8 negres rei · f8 negres alfil · h8 negres torre · f7 negres peó · g7 negres peó · h7 negres peó · a6 negres peó · e6 negres peó · f6 negres cavall · b5 blanques cavall · e5 negres cavall · d4 negres peó · d3 blanques alfil · f3 blanques cavall · a2 blanques peó · b2 blanques peó · f2 blanques peó · g2 blanques peó · h2 blanques peó · a1 blanques torre · c1 blanques alfil · d1 blanques dama · e1 blanques rei · h1 blanques torre | 3 |
| 2 | a8 negres torre · c8 negres alfil · d8 negres dama · e8 negres rei · f8 negres alfil · h8 negres torre · f7 negres peó · g7 negres peó · h7 negres peó · a6 negres peó · e6 negres peó · f6 negres cavall · b5 blanques cavall · e5 negres cavall · d4 negres peó · d3 blanques alfil · f3 blanques cavall · a2 blanques peó · b2 blanques peó · f2 blanques peó · g2 blanques peó · h2 blanques peó · a1 blanques torre · c1 blanques alfil · d1 blanques dama · e1 blanques rei · h1 blanques torre | a8 negres torre · c8 negres alfil · d8 negres dama · e8 negres rei · f8 negres alfil · h8 negres torre · f7 negres peó · g7 negres peó · h7 negres peó · a6 negres peó · e6 negres peó · f6 negres cavall · b5 blanques cavall · e5 negres cavall · d4 negres peó · d3 blanques alfil · f3 blanques cavall · a2 blanques peó · b2 blanques peó · f2 blanques peó · g2 blanques peó · h2 blanques peó · a1 blanques torre · c1 blanques alfil · d1 blanques dama · e1 blanques rei · h1 blanques torre | a8 negres torre · c8 negres alfil · d8 negres dama · e8 negres rei · f8 negres alfil · h8 negres torre · f7 negres peó · g7 negres peó · h7 negres peó · a6 negres peó · e6 negres peó · f6 negres cavall · b5 blanques cavall · e5 negres cavall · d4 negres peó · d3 blanques alfil · f3 blanques cavall · a2 blanques peó · b2 blanques peó · f2 blanques peó · g2 blanques peó · h2 blanques peó · a1 blanques torre · c1 blanques alfil · d1 blanques dama · e1 blanques rei · h1 blanques torre | a8 negres torre · c8 negres alfil · d8 negres dama · e8 negres rei · f8 negres alfil · h8 negres torre · f7 negres peó · g7 negres peó · h7 negres peó · a6 negres peó · e6 negres peó · f6 negres cavall · b5 blanques cavall · e5 negres cavall · d4 negres peó · d3 blanques alfil · f3 blanques cavall · a2 blanques peó · b2 blanques peó · f2 blanques peó · g2 blanques peó · h2 blanques peó · a1 blanques torre · c1 blanques alfil · d1 blanques dama · e1 blanques rei · h1 blanques torre | a8 negres torre · c8 negres alfil · d8 negres dama · e8 negres rei · f8 negres alfil · h8 negres torre · f7 negres peó · g7 negres peó · h7 negres peó · a6 negres peó · e6 negres peó · f6 negres cavall · b5 blanques cavall · e5 negres cavall · d4 negres peó · d3 blanques alfil · f3 blanques cavall · a2 blanques peó · b2 blanques peó · f2 blanques peó · g2 blanques peó · h2 blanques peó · a1 blanques torre · c1 blanques alfil · d1 blanques dama · e1 blanques rei · h1 blanques torre | a8 negres torre · c8 negres alfil · d8 negres dama · e8 negres rei · f8 negres alfil · h8 negres torre · f7 negres peó · g7 negres peó · h7 negres peó · a6 negres peó · e6 negres peó · f6 negres cavall · b5 blanques cavall · e5 negres cavall · d4 negres peó · d3 blanques alfil · f3 blanques cavall · a2 blanques peó · b2 blanques peó · f2 blanques peó · g2 blanques peó · h2 blanques peó · a1 blanques torre · c1 blanques alfil · d1 blanques dama · e1 blanques rei · h1 blanques torre | a8 negres torre · c8 negres alfil · d8 negres dama · e8 negres rei · f8 negres alfil · h8 negres torre · f7 negres peó · g7 negres peó · h7 negres peó · a6 negres peó · e6 negres peó · f6 negres cavall · b5 blanques cavall · e5 negres cavall · d4 negres peó · d3 blanques alfil · f3 blanques cavall · a2 blanques peó · b2 blanques peó · f2 blanques peó · g2 blanques peó · h2 blanques peó · a1 blanques torre · c1 blanques alfil · d1 blanques dama · e1 blanques rei · h1 blanques torre | a8 negres torre · c8 negres alfil · d8 negres dama · e8 negres rei · f8 negres alfil · h8 negres torre · f7 negres peó · g7 negres peó · h7 negres peó · a6 negres peó · e6 negres peó · f6 negres cavall · b5 blanques cavall · e5 negres cavall · d4 negres peó · d3 blanques alfil · f3 blanques cavall · a2 blanques peó · b2 blanques peó · f2 blanques peó · g2 blanques peó · h2 blanques peó · a1 blanques torre · c1 blanques alfil · d1 blanques dama · e1 blanques rei · h1 blanques torre | 2 |
| 1 | a8 negres torre · c8 negres alfil · d8 negres dama · e8 negres rei · f8 negres alfil · h8 negres torre · f7 negres peó · g7 negres peó · h7 negres peó · a6 negres peó · e6 negres peó · f6 negres cavall · b5 blanques cavall · e5 negres cavall · d4 negres peó · d3 blanques alfil · f3 blanques cavall · a2 blanques peó · b2 blanques peó · f2 blanques peó · g2 blanques peó · h2 blanques peó · a1 blanques torre · c1 blanques alfil · d1 blanques dama · e1 blanques rei · h1 blanques torre | a8 negres torre · c8 negres alfil · d8 negres dama · e8 negres rei · f8 negres alfil · h8 negres torre · f7 negres peó · g7 negres peó · h7 negres peó · a6 negres peó · e6 negres peó · f6 negres cavall · b5 blanques cavall · e5 negres cavall · d4 negres peó · d3 blanques alfil · f3 blanques cavall · a2 blanques peó · b2 blanques peó · f2 blanques peó · g2 blanques peó · h2 blanques peó · a1 blanques torre · c1 blanques alfil · d1 blanques dama · e1 blanques rei · h1 blanques torre | a8 negres torre · c8 negres alfil · d8 negres dama · e8 negres rei · f8 negres alfil · h8 negres torre · f7 negres peó · g7 negres peó · h7 negres peó · a6 negres peó · e6 negres peó · f6 negres cavall · b5 blanques cavall · e5 negres cavall · d4 negres peó · d3 blanques alfil · f3 blanques cavall · a2 blanques peó · b2 blanques peó · f2 blanques peó · g2 blanques peó · h2 blanques peó · a1 blanques torre · c1 blanques alfil · d1 blanques dama · e1 blanques rei · h1 blanques torre | a8 negres torre · c8 negres alfil · d8 negres dama · e8 negres rei · f8 negres alfil · h8 negres torre · f7 negres peó · g7 negres peó · h7 negres peó · a6 negres peó · e6 negres peó · f6 negres cavall · b5 blanques cavall · e5 negres cavall · d4 negres peó · d3 blanques alfil · f3 blanques cavall · a2 blanques peó · b2 blanques peó · f2 blanques peó · g2 blanques peó · h2 blanques peó · a1 blanques torre · c1 blanques alfil · d1 blanques dama · e1 blanques rei · h1 blanques torre | a8 negres torre · c8 negres alfil · d8 negres dama · e8 negres rei · f8 negres alfil · h8 negres torre · f7 negres peó · g7 negres peó · h7 negres peó · a6 negres peó · e6 negres peó · f6 negres cavall · b5 blanques cavall · e5 negres cavall · d4 negres peó · d3 blanques alfil · f3 blanques cavall · a2 blanques peó · b2 blanques peó · f2 blanques peó · g2 blanques peó · h2 blanques peó · a1 blanques torre · c1 blanques alfil · d1 blanques dama · e1 blanques rei · h1 blanques torre | a8 negres torre · c8 negres alfil · d8 negres dama · e8 negres rei · f8 negres alfil · h8 negres torre · f7 negres peó · g7 negres peó · h7 negres peó · a6 negres peó · e6 negres peó · f6 negres cavall · b5 blanques cavall · e5 negres cavall · d4 negres peó · d3 blanques alfil · f3 blanques cavall · a2 blanques peó · b2 blanques peó · f2 blanques peó · g2 blanques peó · h2 blanques peó · a1 blanques torre · c1 blanques alfil · d1 blanques dama · e1 blanques rei · h1 blanques torre | a8 negres torre · c8 negres alfil · d8 negres dama · e8 negres rei · f8 negres alfil · h8 negres torre · f7 negres peó · g7 negres peó · h7 negres peó · a6 negres peó · e6 negres peó · f6 negres cavall · b5 blanques cavall · e5 negres cavall · d4 negres peó · d3 blanques alfil · f3 blanques cavall · a2 blanques peó · b2 blanques peó · f2 blanques peó · g2 blanques peó · h2 blanques peó · a1 blanques torre · c1 blanques alfil · d1 blanques dama · e1 blanques rei · h1 blanques torre | a8 negres torre · c8 negres alfil · d8 negres dama · e8 negres rei · f8 negres alfil · h8 negres torre · f7 negres peó · g7 negres peó · h7 negres peó · a6 negres peó · e6 negres peó · f6 negres cavall · b5 blanques cavall · e5 negres cavall · d4 negres peó · d3 blanques alfil · f3 blanques cavall · a2 blanques peó · b2 blanques peó · f2 blanques peó · g2 blanques peó · h2 blanques peó · a1 blanques torre · c1 blanques alfil · d1 blanques dama · e1 blanques rei · h1 blanques torre | 1 |
|   | a | b | c | d | e | f | g | h |   |